# Fifth Avenue-59th Street
Fifth Avenue-59th Street è una stazione della metropolitana di New York, situata sulla linea BMT Broadway.
A servizio di parte dell'Upper East Side e di Midtown Manhattan, nel 2015 è stata utilizzata da 6 017 047 passeggeri.

## Storia
La stazione venne aperta il 1º settembre 1919, come parte del terzo prolungamento verso nord della linea BMT Broadway, la cui prima sezione era stata aperta il 4 settembre 1917. Negli anni 1970 fu sottoposta ad una prima ristrutturazione e nel 2002 ad una seconda, che la rese parzialmente accessibile.

## Strutture e impianti
Fifth Avenue-59th Street è una stazione sotterranea con due binari e due banchine laterali. Dispone di due mezzanini, uno sempre aperto con uscite su Fifth Avenue e uno part-time con uscite su Central Park South, vicino all'Hotel Plaza. Entrambi i mezzanini hanno una scala per banchina. Inoltre, la stazione è posizionata di sbieco rispetto alla griglia stradale, poiché in questo tratto la linea BMT Broadway devia da 59th Street a 60th Street.
Negli anni 1970 la stazione è stata rinnovata, modificandone l'aspetto originario attraverso la sostituzione delle piastrelle e dei mosaici d'epoca e delle lampade a incandescenza con piastrelle anni 70 e lampade fluorescenti. I rivestimenti originari sono stati poi ripristinati con la ristrutturazione del 2002, che portò anche all'installazione di un nuovo sistema sonoro per gli annunci, di nuove luci e di nuove indicazioni.

## Movimento
La stazione è servita dai treni di tre services della metropolitana di New York:
- Linea N Broadway Express, sempre attiva;[6]
- Linea R Broadway Local, sempre attiva, tranne di notte;[7]
- Linea W Broadway Local, attiva solo nei giorni feriali esclusa la notte.[8]

## Interscambi
La stazione è servita da diverse autolinee gestite da NYCT Bus.
- Fermata autobus